# Ansaugluftvorwärmung
Die Ansaugluftvorwärmung ist eine technische Einrichtung, vornehmlich bei Vergasermotoren. Sie soll die Entstehung von Kondenswasser oder Eis im Motor verhindern und spielt insbesondere in der Kaltstartphase eine Rolle. 

## Funktionsprinzip
Durch das Verdunsten von Kraftstoffbestandteilen entsteht im Bereich des Vergasers Verdunstungskälte. Das kann dazu führen, dass sich Feuchtigkeit aus der Ansaugluft im Ansaugweg und an den Vergaserdüsen niederschlägt und gefriert. Das Eis verhindert ein korrektes Arbeiten des Vergasers. 
Außerdem kondensiert ein Teil des Kraftstoffs an den Ansaugrohren, wodurch das Gemisch abmagert und evtl. Kaltlaufschwierigkeiten verursacht. Darüber hinaus kann der wieder kondensierte Kraftstoff auch ins Schmieröl gelangen und so dessen Schmiereigenschaften verschlechtern.

## Technische Umsetzung
Eine weitverbreitete Möglichkeit ist das Ansaugen von Luft aus dem Bereich des Abgaskrümmers, der sich bei laufendem Motor sehr schnell erwärmt. Idealerweise wird die Luft im Ansaugtrakt jedoch nur bei niedrigen Außentemperaturen erwärmt, andernfalls würde bei warmem Wetter die Zylinderfüllung und damit auch die Leistung sinken. Dies kann durch eine thermostatische Regelung vermieden werden. 